# Campionato europeo femminile di pallacanestro Under-18 2010
Il Campionato europeo femminile di pallacanestro Under-18 2010 (noto anche come FIBA EuroBasket Women Under-18 2010) si è svolto in Slovacchia, a Poprad.

## Classifica finale
| Campione d'Europa | Campione d'Europa | Campione d'Europa |
| ----------------- | ----------------- | ----------------- |
| Italia            |                   |                   |
| Argento           | Spagna            |                   |
| Bronzo            | Francia           |                   |
| 4.                | Slovenia          |                   |
| 5.                | Russia            |                   |
| 6.                | Lituania          |                   |
| 7.                | Ucraina           |                   |
| 8.                | Svezia            |                   |
| 9.                | Slovacchia        |                   |
| 10.               | Turchia           |                   |
| 11.               | Polonia           |                   |
| 12.               | Serbia            |                   |
| 13.               | Belgio            |                   |
| 14.               | Rep. Ceca         |                   |
| 15.               | Ungheria          |                   |
| 16.               | Lettonia          |                   |